# Maurice Blondel (philosophe)
Pour les articles homonymes, voir Blondel et Maurice Blondel.
Maurice Blondel, né le 2 novembre 1861 à Dijon et mort le 4 juin 1949 à Aix-en-Provence, est un philosophe français. Il a développé une philosophie de l'action intégrant des éléments du pragmatisme moderne dans le contexte de la philosophie chrétienne.

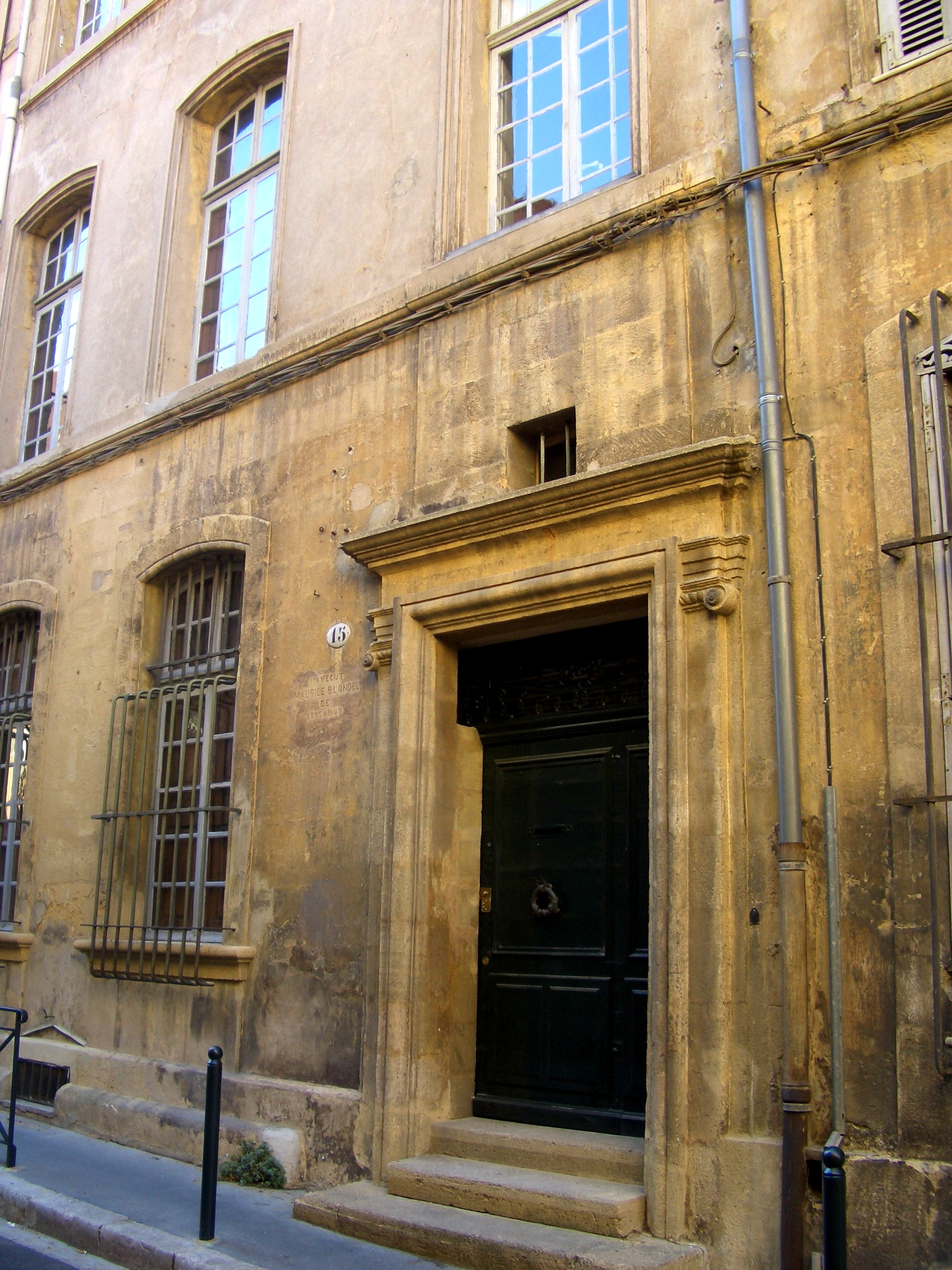
Façade de la maison de Blondel à Aix-en-Provence.

## Biographie
Maurice Blondel est originaire d'une famille de Bourgogne. Il vit son enfance à Dijon dans « une demeure historique entourée d'ombre, de paix et de tendresse ». La fortune de son père, notaire, le met à l'abri des soucis matériels.
Admis à l'École normale supérieure à Paris en 1881, il y prépare l'agrégation de philosophie, à laquelle il est reçu, à sa troisième tentative, 7e (et dernier) en 1886. Il est professeur au lycée d'Aix-en-Provence de 1886 à 1889, puis prend un congé pour préparer sa thèse, en grande partie dans la maison de campagne familiale de Saint-Seine-sur-Vingeanne. Il soutient, à la faculté des lettres de Paris le 7 juin 1893, une thèse principale intitulée L'Action, essai d'une critique de la vie et d'une science de la pratique et une thèse complémentaire De Vinculo substantiali et de substantia composita apud Leibnitium.
Du point de vue philosophique, il prend position pour réhabiliter la légitimité du problème religieux. Cette position, dans une période particulièrement anticléricale, suscite des réticences quant à sa nomination directe, normalement acquise au sein de l'Université, en particulier de la part du directeur de l'Enseignement supérieur Louis Liard. Jean Lacroix résume ainsi : « on lui refusa deux ans un poste dans l'enseignement supérieur, sous prétexte qu'il était plus théologien que philosophe. On reconnut vite cette méprise et, en avril 1895, il était nommé à l'université de Lille ». En 1896 il rejoint l'université d'Aix-en-Provence en tant que chargé de cours avant d'être titularisé professeur en 1899.
En 1893, Blondel, catholique convaincu et pratiquant, a fait de sa foi le principe de son existence. Il hésite encore entre un apostolat à mener comme prêtre ou comme laïc. Finalement il se marie en décembre 1894 et opte pour une carrière universitaire, appelé par une vocation « auprès des milieux intellectuels les plus éloignés du catholicisme », ce milieu universitaire alors « imprégné de mentalité rationaliste... ». Cependant il rencontre aussi des oppositions du côté catholique, où il est critiqué non seulement pour sa thèse, mais aussi pour la Lettre sur l'apologétique, publiée en 1896. Blondel n'a néanmoins jamais été condamné par Rome,.
Blondel perd son épouse en 1919. En 1927, il est obligé de quitter l'enseignement pour raison de santé. À partir de 1934, à 73 ans, et jusqu'en 1937, Blondel refond son œuvre et resitue L'Action dans celle-ci. Il écrit et publie La Pensée en 1934, L'Être et les êtres en 1935, L'Action (sa nouvelle version) en 1936 et les deux premiers volumes de La Philosophie et l'Esprit chrétien  en 1944 et 1949. Quand en octobre 1940 parait le statut des Juifs, il se déplace jusque chez Léon Brunschvicg, retraité visé par l'exclusion que prononce là Vichy, pour l'embrasser chaleureusement et lui témoigner son soutien.
Émile Poulat écrit en 1995 qu'« on parle de la béatification de M. Blondel ». L'archevêque d'Aix-en-Provence décrète le 13 mars 2025 l'ouverture de la cause de béatification et de canonisation de Maurice Blondel, dont l'enquête est solennellement ouverte en l'église Saint-Jean-de-Malte le 4 juin 2025,.
De son mariage en 1894 avec Rose Royer, qui était la fille d'Édith Royer et dont il devait rester veuf en 1919, Maurice Blondel eut trois enfants : Charles, Élisabeth, qui devait épouser Charles Flory, et André. L'historien Georges Blondel était son frère aîné et le physicien André Blondel son cousin germain, avec qui il entretint une correspondance régulière pendant un demi-siècle.

## L'Action

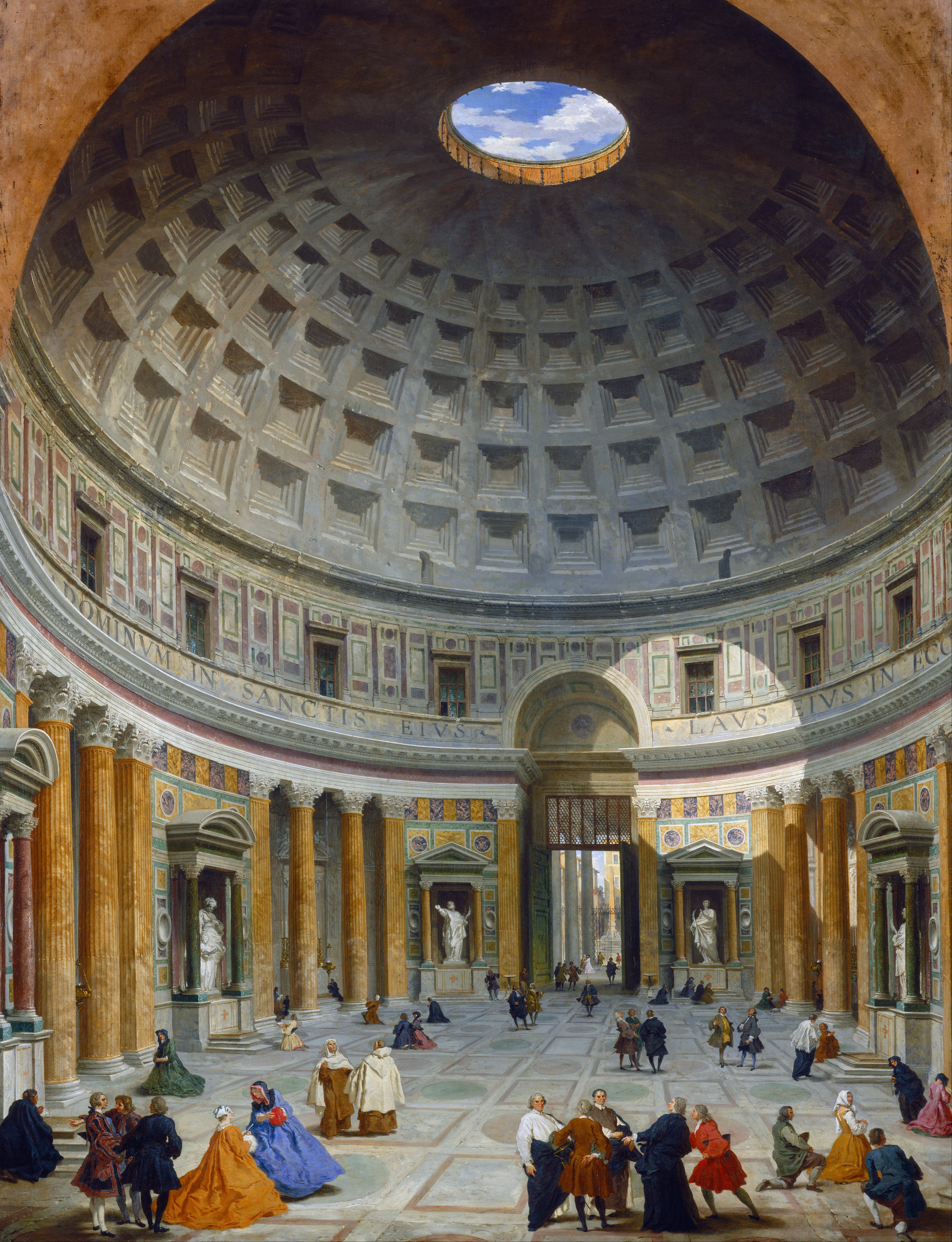
Intérieur du Panthéon au XVIIIe siècle, avec le décor d'origine, par Giovanni Paolo Panini

Les premières pages de L'Action, première thèse (en français) du philosophe, sont célèbres : « Oui ou non, la vie humaine a-t-elle un sens, et l'homme a-t-il une destinée? J'agis, mais sans même savoir ce qu'est l'action, sans avoir souhaité de vivre, sans connaître au juste ni qui je suis ni si je suis. Cette apparence d'être qui s'agite en moi, ces actions légères et fugitives d'une ombre, j'entends dire qu'elles portent en elle une responsabilité éternellement lourde, et que, même au prix du sang, je ne puis acheter le néant parce que pour moi il n'est plus : je serais donc condamné à la vie, condamné à la mort, condamné à l'éternité ! Comment et de quel droit, si je ne l'ai su ni voulu?» Selon Jean Lacroix, Blondel a résumé sa philosophie dans Études philosophiques dans cette comparaison qu'il résume. « Au Panthéon d'Agrippa, à Rome, l'immense coupole n'a pas de clé de voûte, mais une ouverture centrale par où descend toute la lumière dont s'éclaire l'édifice. Ainsi la construction de notre âme, comme une œuvre inachevée, s'appuie, non à un plein, mais à un vide, vide nécessaire pour que passe l'illumination divine, sans laquelle nos yeux seraient complètement aveugles et nous ne pourrions accomplir aucune tâche. Si l'homme a une destinée véritable, qui donne un sens à la vie, il n'est pas possible que la philosophie s'en désintéresse; si cette destinée, comme l'affirme le christianisme, est surnaturelle, il n'est pas davantage possible que la philosophie l'atteigne par ses seules forces - sans quoi le surnaturel ne serait plus proprement surnaturel. De cette opposition suit le statut de la philosophie : contrainte de poser un problème qu'elle ne saurait entièrement résoudre, elle ne peut que rester inachevée tout en rendant compte de son inachèvement même. Pas de philosophie sans système; plus de philosophie si le système se ferme sur soi. En ce sens on pourrait dire que l'idée de système ouvert définit  le blondélisme. Cette philosophie de l'insuffisance aboutit à une véritable insuffisance de la philosophie.»

### Qu'est-ce que l'action?
L'action est une donnée primordiale, antérieure à la conscience et à la liberté dans laquelle l'homme est, dira Blondel, « embarqué », embarqué dans son drame. Il se sent le maillon d'une chaîne d'actes qui ont commencé avant lui et sans lui, mais qui se poursuivent en lui. L'homme peut s'entendre dire que ses actes portent en eux une responsabilité indéfinie et que même le suicide ne peut pas supprimer le fait qu'il a été dans l'action. La suite du passage cité au paragraphe précédent donne une idée de ce que veut Blondel : « J'en aurai le cœur net. S'il y a quelque chose à voir, j'ai besoin de le voir. J'apprendrai peut-être si, oui ou non, ce fantôme que je suis à moi-même, avec cet univers que je porte dans mon regard, avec la science et sa magie, avec l'étrange rêve de la conscience a quelque solidité. Je découvrirai sans doute ce qui se cache dans mes actes, en ce dernier fond où, sans moi, malgré moi, je subis l'être et je m'y attache. Je saurai si, du présent et de l'avenir, j'ai une connaissance et une volonté suffisante pour n'y jamais sentir de tyrannie, quels qu'ils soient.» Ce « dernier fond où, sans moi, malgré moi, je subis l'être et je m'y attache » signifie selon Charles Moeller que « plus profondément que l'intelligence et la volonté, en mes profondeurs, je subis l'être, c'est-à-dire que je ne suis pas maître de ce fait que j'existe; je m'attache à l'être c'est-à-dire que, que je le veuille ou non, je ne puis pas ne pas agir sans cesse, préférer l'existence à la non existence, l'être au non être, l'affirmation ontologique à sa négation.»
La suite du texte indique dans quel sens la solution sera cherchée : « Le problème est inévitable; l'homme le résout inévitablement; et cette solution, juste ou fausse, mais volontaire en même temps que nécessaire, chacun la porte dans ses actions. Voilà pourquoi il faut étudier l'action ; la signification même du mot et la richesse de son contenu se déploieront peu à peu. Il est bon de proposer à l'homme toutes les exigences de la vie, toute la plénitude cachée de ses œuvres, pour raffermir en lui, avec la force d'affirmer et de croire, le courage d'agir.» Il y a cependant plus dans notre action que nous ne le pensons et une pauvreté de nos actions réelles en face d'une plénitude dont nous n'avons pas conscience, qui gît au fond de la volonté voulante.
Passage signifiant de l'Agere contra.
Agir contre l'Adversaire

« Il est prudent de s'exercer d'avance à la lutte, de provoquer au combat des adversaires secrets tandis qu'ils semblent amortis et démasqués, et de s’habituer à les voir tels qu'ils sont, avant l'heure des surprises et des illusions. Si nous ne prenons pas l'offensive contre les ennemis de la volonté, ce sont eux qui se coalisent contre elle. Il faut se battre ; celui-là perdra nécessairement la liberté avec la vie, qui fuira le combat. Même chez les meilleurs, il y a des trésors de malice, d'impureté et de mesquines passions. Qu'on ne laisse pas ces puissances hostiles se grouper en habitudes et en systèmes ; qu'on les divise par l'attaque ; qu'on s'impose d'unir les forces fidèles contre l'anarchie, avant le temps des coalitions, des complicités et des trahisons. Sans l'attendre, il faut agir directement contre l'adversaire, le provoquer, disions-nous, éveiller, par la lutte, des états de conscience nouveaux, afin de la mater et de capter jusqu'en son origine la source des entraînements révolutionnaires. »

— L'Action, Paris, Alcan, 1937, t II, p. 222-224.
Agere contra. L'action voulue est le principe de l'action de plus en plus volontaire et libre.

### Volonté voulanteetvolonté voulue
La volonté voulante c'est précisément « ce dernier fond où, sans moi, malgré moi, je subis l'être et je m'y attache », quelque chose qui  est au-delà de la distinction entre intelligence et volonté. Jean Lacroix écrit de Blondel et de son concept de base : « l ' action, c'est-à-dire toute activité humaine, qu'elle soit métaphysique, morale esthétique, scientifique ou pratique.» Mais comme volonté voulante, soit « cet être qui est au-delà de la distinction entre intelligence et volonté (...) l'être profond est volonté voulante parce qu'il est prégnant des valeurs  de vérité et d'amour qui se diversifieront plus tard au niveau des facultés conscientes.» Moeller poursuit : « L'intelligence va proposer à la volonté voulante (qui du reste « propulse » cette intelligence même dans la quête des motifs d'action), une série de projets d'activités dont la volonté voulue va s'emparer pour les mettre à exécution. Ces projets ne peuvent être que partiels, limités dans le temps et l'espace. Aucun, pris en lui-même, ne peut épuiser d'un coup l'ampleur de la volonté voulante qui sous-tend, anime les démarches de la volonté voulue. Prenant conscience de cela, l'être humain va rechercher, d'étapes en étapes, une activité qui réalise cette égalité, cette réconciliation entre « ce qu'il veut » et ce « qu'il fait ».» Le « ce qu'il fait » c'est la volonté voulue et le « ce qu'il veut », c'est la volonté voulante. La « volonté voulante » écrit Pierre Colin se distingue des « projets particuliers et explicites qui tentent de la traduire et de la réaliser, projets constitutifs de la « volonté voulue ». »
Mathias Nebel insiste sur le fait originaire de la distinction : « Avant de vouloir quelque chose , le sujet découvre en lui-même une « volonté voulante » à la source de son vouloir [...] Le fait de vouloir n'est pas choisi. Cette volonté voulante s'impose nécessairement et antérieurement à tout vouloir particulier conscient.»

#### Deux problèmes préalables: dilettantisme et nihilisme
Les partisans du dilettantisme prétendent que le problème moral n'existe pas : « Rien ne vaut rien et cependant tout arrive mais cela est indifférent ». Il n'y aurait qu'à « jouer pour mieux et plus impunément jouir, en goûtant et en essayant de tout pour tout percer à jour, en déchargeant ainsi l’action humaine de toute obligation ou responsabilité  effective, par la double évasion de l’ironie et de la volupté...» Il y a dans le dilettantisme une sorte d'indifférence absolue comme le dit Zarathoustra, on veut ne rien vouloir mais dans la mesure où cette volonté de ne rien vouloir revêt malgré tout une effectivité, on se rend compte qu'elle est une volonté de soi, un égotisme comme le fait entendre Charles Moeller qui fait de cette attitude le propre de la pensée de Gide contre lequel il objecte à partir de Blondel qu'elle exclut l'engagement sans réserve, l'amour profond les attitudes que, précisément, le dilettante, prétendant pourtant vouloir tout expérimenter ne veut pas connaître.
Ou alors le dilettantisme est un nihilisme. il est la volonté de ne rien être. Mais le suicidé est animé d'un espoir secret au nom duquel il condamne le monde et désire s'anéantir. Blondel écrit : « En croyant aspirer au néant, c’est à la fois le phénomène dans l’être, et l’être dans le phénomène qu’on poursuit : voyez comme au délire des sens la passion mêle un étrange mysticisme et semble absorber dans un instant de volupté (morte en même temps que née) l’éternité de l’être et l’y faire mourir avec elle ; mais voyez aussi comme à l’abnégation mortifiante le quiétisme ajoute un désir d’indifférence, un besoin de sentir l’immolation, une joie d’abdication et toute la sensualité raffinée d’un faux ascétisme qui manifeste un sens propre, un subtil et ambitieux égoïsme, une « luxure spirituelle » : mensonge de part et d’autre, puisque la volonté finit toujours par vouloir ce qu’elle a voulu exclure, et puisqu’elle s’inflige déjà, puisqu’elle semble se préparer ainsi le supplice de la discorde intestine, où armée contre elle-même elle se déchirera de toute sa puissance. Et ce qui n’a point de cohérence ni de consistance intelligible ne subsiste qu’en prenant corps dans des actions qui, elles, réalisent en des vies désordonnées et en des œuvres intimement discordantes ces sophismes intéressés de la pensée et de la volonté défaillantes.»
René Virgoulay le commente ainsi : « Le pessimisme estime que le vouloir-être fait surgir le mal et que le vouloir non-être produit le néant. » Dans le pessimisme par exemple de Schopenhauer le vouloir non-être est supposé créer, poursuit l'auteur en citant L'Action « le bienheureux anéantissement qui ne serait pas sans elle ». Mais il y a là une contradiction car pour le pessimisme, le vouloir être serait inefficace. Or son raisonnement montre bien que le vouloir-être est efficace puisqu'il produit un effet que le second doit éliminer .

#### Desondes concentriques: de l'individu à Dieu atteint dans la superstition comme peur de la mort en passant par le couple, la famille...

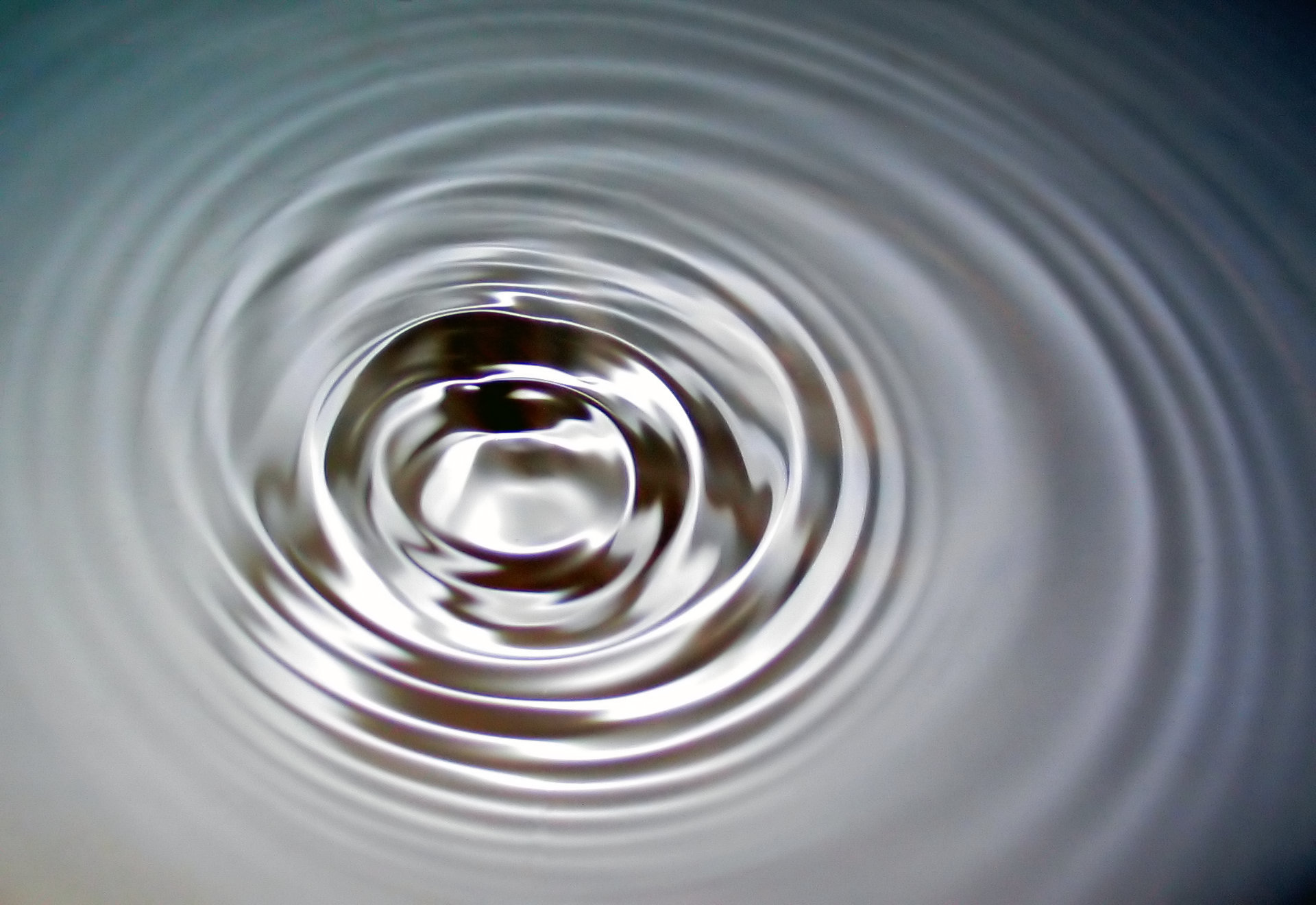
Ondes concentriques à la surface de l'eau

Une série d'ondes concentriques de plus en plus larges, comme autour de la chute d'une pierre dans l'eau profonde, vont se déployer autour du choc initial provoqué par les « actions » (en quelque sorte sous-jacentes), de la volonté voulante et vont embrasser successivement l'individu, la société familiale, la patrie, la société politique, le monde, les forces qui dépassent le monde. Plus les ondes s'élargissent et plus l'écart entre  les deux bras de la volonté voulante et de la volonté voulue est incapable de se refermer sur une réalité qui égalise l'impulsion de la volonté voulante et les réalisations effectives de la volonté voulue. Il n'y a pas de raison de s'arrêter dans la quête de cet embrassement qui devrait refermer sur elle-même l'action humaine.
La volonté voulante doit donc s'incarner dans le monde, dans des actions concrètes, même si le risque existe que cette activité l'englue dans la matière : cette sortie de soi est pour l'intention du vouloir, « l'indispensable moyen de se préciser, de s'enrichir, de se soumettre à la norme salutaire dont elle tirera le sens et la réalisation du vouloir profond et de la fin secrètement poursuivie.» Il s'agit de se conquérir d'abord comme individu. Et ce premier rassemblement essentiel autour d'un noyau personnel creuse immédiatement un vide : « à peine espérions-nous refermer sur eux-mêmes les deux bras de la volonté voulante et de la volonté voulue, autour d'une personnalité harmonieusement équilibrée et close sur elle-même que, par l'élan même qui créait la personne, se produit un choc qui détermine une nouvelle onde, concentrique à la précédente. La personne meurt si elle ne s'ouvre pas sur le monde extérieur...»
Ensuite, une nouvelle onde se crée qui pousse la volonté voulue à s'ouvrir aux personnes et en particulier dans l'amour humain. En apparence, ce pourrait être définitif, mais la volonté voulante veut à nouveau plus. Elle ne veut pas que les amants soient seuls au monde et dans leur union même il y a l'appel d'un autre être à l'existence : « lorsque par un mystérieux échange, deux êtres ne forment plus qu'un même être plus parfait (...) c'est quand ils sont un qu'ils deviennent trois (...) L'élan même de la passion brise le cercle magique où elle espérait peut-être s'enfermer pour jamais (...) Un tiers paraît, comme pour suppléer à l'infructueux essai de l'unité (...) il est né de l'amour (...) il le scelle dans une tombe - le berceau - qui ne rend plus ce qu'il a pris aux parents. Ils sont plusieurs, c'est la richesse. Ils sont plusieurs, c'est la pauvreté; ils ne sont plus uns. Une aube étrangère s'est levée : il faut qu'en grandissant la famille s'ouvre et se disperse, que l'affection commune se multiplie en se divisant.» La famille est alors un nouveau « cercle magique » mais l'élan social  ne peut se réaliser que dans une patrie et si l'on reste à la patrie, cet élan lui-même risque de se dessécher s'il ne s'ouvre au culte de l'humanité qui implique toujours au niveau de la volonté voulante un idéal moral universaliste. L'homme atteint alors les limites de la finitude et débouche sur les forces qui dépassent le Monde. C'est alors que la fonction fabulatrice (au sens que Bergson donne à cette expression, selon Moeller), invente des mythes pour rassurer l'homme qui prend conscience de l'abîme que la mort représente pour lui. Mais alors, dit Moeller, « l'homme se tourne vers Dieu non parce qu'il croit en lui mais parce qu'il a peur. Il essaye, par ses actions morales et rituelles, de mettre définitivement de son côté les forces irrationnelles. Cette manière d'agir cache l'instinct de puissance  (...) l'acte superstitieux prétend indûment arrêter l'élan de la volonté voulante; celle-ci porte plus loin. La volonté profonde de l'homme est obligée, ici encore, d'abdiquer devant ce qui est contenu dans son désir, mais le dépasse dans ses moyens de réalisation.»

#### De la religion comme peur à la rencontre authentique de Dieu
D'étapes en étapes, la volonté voulue s'avère tendre à l'infini. Et elle ne peut s'arrêter sous peine de contradiction. C'est l'infini par « en-haut ». Mais il y a plus essentiel peut-être. C'est que la volonté voulante qui m'entraîne sans cesse en avant, je la découvre comme n'étant pas mienne car cette volonté voulante en moi, je ne l'ai pas voulue. Je n'ai pas demandé à être ni à agir encore plus ni non plus d'être emporté dans ce dynamisme qui me pousse sans cesse en avant : « L'action qui par « en haut »  tend vers un infini de puissance, s'ouvre également, par le bas, dans le tréfonds de mon être, sur quelque chose ou quelqu'un qui m'a engagé avant que je puisse accepter ou refuser. Mon action s'ouvre par en bas, sur une transcendance.» Ma volonté voulue doit en quelque sorte capituler devant des forces qui la dépassent. Et d'autre part, je prends conscience que je suis le sujet d'une volonté voulante qui est antérieure à ma liberté et qui me dépasse car elle ne m'appartient pas.
Charles Moeller estime que Blondel a mis en évidence « l'indestructibilité de l'action volontaire^...» Il pose la question de cette façon pour situer la problématique à laquelle s'ouvre la pensée de Blondel en ce moment de sa progression : « Je ne m'appartiens pas. On m'a embarqué. Qui?' Pourquoi? L'action qui « par en haut » tend vers un infini de puissance s'ouvre également, par le bas, dans le tréfonds de mon être, sur quelque chose ou quelqu'un qui m'a engagé avant que je puisse accepter ou refuser. Mon action s'ouvre, par en bas sur une transcendance (...) Non seulement il y a en chacun de mes actes particuliers plus, et infiniment plus que ce je vise sur le moment, – c'est même ce « plus » qui explique que j'agisse – mais ce « plus » est à son tour, enraciné, en avant de moi-même, plus haut que moi-même, en un Être transcendant qui m'a embarqué dans l'agir concret (...) Dieu apparaît ainsi comme présent dans tout le déterminisme de l'action. Le choc initial qui déclenche la série des ondes concentriques, est donné par Celui qui est « plus intime à moi-même que moi-même; la force de propulsion qui lance en avant mon action voulue est secrètement sous-tendue par cet élan initial qui est celui d'une autre volonté que la mienne. Que je le veuille ou non, je ne puis pas ne pas voir cette vérité. Je ne puis pas voir que je dois agir, que j'agis toujours, que je cherche en tout l'infini; et en même temps, au sein de ce dynamisme qui est mon « moi » le plus essentiel, je découvre que je ne puis atteindre cet infini que je veux; je sais que je n'ai jamais, à aucun instant, été capable de « vouloir vouloir » cet infini. Ma volonté voulante ne m'appartient pas. Je ne puis me passer de Dieu si je veux aboutir dans mon action à ce que je veux vraiment, et, en même temps, je ne puis m'emparer de ce Dieu, car il dépasse mes forces et transcende cette volonté voulante par laquelle je ne puis pas ne pas Le chercher»...»

### La volonté vraie
René Virgoulay a écrit dans L'Action de Maurice Blondel - 1893 - relecture pour un centenaire : « La volonté vraie, c'est la volonté voulante en tant que ratifiable ou ratifiée par la volonté voulue, c'est la volonté voulue en accord avec la volonté voulante. De même si la « vraie volonté de l'homme, c'est le vouloir divin », cela signifie que la volonté de l'homme n'est jamais aussi vraie que lorsqu'il veut ce que Dieu veut. La volonté vraie n'est pas la volonté divine en tant qu'elle priverait l'homme de son propre vouloir, mais la volonté humaine en tant qu'elle s'accomplit par consentement à la volonté divine. Le vouloir humain n'est jamais aussi authentique que lorsqu'il est reconnu comme un don. » Et Virgoulay de citer Blondel : « Avouer sa foncière passivité, c'est, pour l'homme, la perfection de l'activité. À qui reconnaît que Dieu fait tout, Dieu donne d'avoir tout fait. » Jean Lacroix conclut son exposé sur L'Action de  Blondel dans le Dictionnaire des philosophes par ces mots : « De moi-même à moi-même il y a une distance infinie. En découvrant dans notre agir un inachèvement de droit, Blondel met à jour en nous une « place préparée », une « fissure ouverte ». On ne peut s'égaler à soi-même qu'en sortant de soi. Tout effort tend à montrer qu'il y a dès l'origine une immanence de transcendance en nous. Dérouler le déterminisme intégral de l'action, c'est creuser le vide que le surnaturel viendra combler.»
Henri Bouillard a écrit que la méthode de  L'Action  consiste à suspendre toutes les certitudes, celles de la foi pour commencer  ou même l'idée que la vie humaine a un sens : « Considérant le fait inéluctable de l'action, parcourant toute la série des attitudes possibles à l'homme dans le champ de son activité il [Blondel] relève partout une inadéquation toujours croissante entre ce que l'on croit vouloir et ce qu'on veut profondément, entre la volonté voulue et la volonté voulante. Il montre ainsi que les pensées et les actes de chacun composent dans leur ensemble comme un drame, et que ce drame amène chacun à une option inévitable entre les sollicitations du Dieu caché et celles de l'égoïsme toujours évident. Cette logique de l'action où s'enveloppent réciproquement l'existence rationnelle et le mouvement de la liberté, conduit l'homme jusqu'au point où le christianisme peut prendre sens à ses yeux. Elle ne lui impose pas la foi puisque celle-ci est un don de Dieu. Mais elle dessine en lui son lieu d'accueil et le cadre de son intelligibilité. Elle lui permet de saisir en quoi le christianisme concerne tout homme.»

## Une nouvelle conception de l'acte de foi

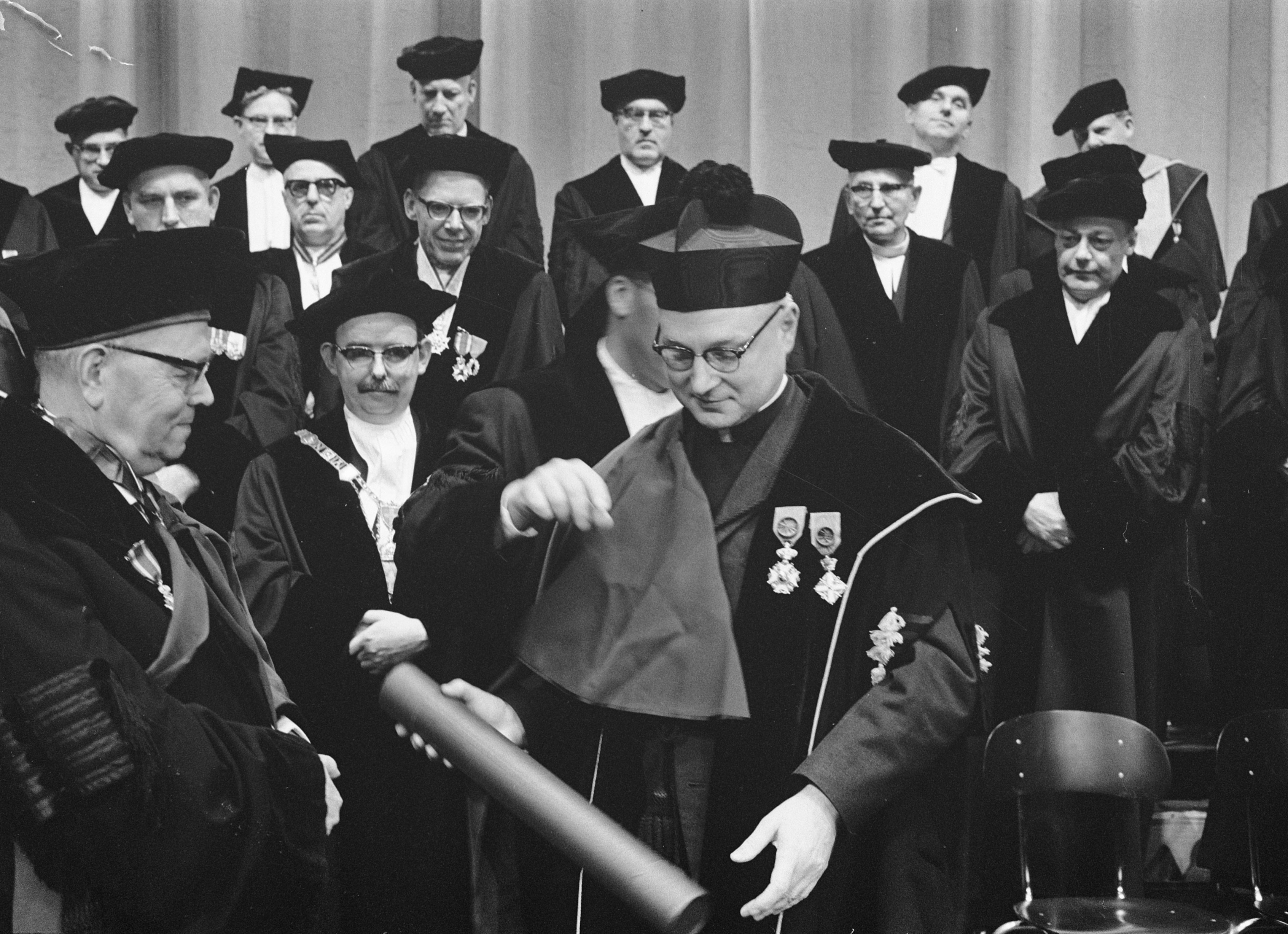
Roger Aubert (ici fait docteur honoris causa en 1963 de l'Université Radboud de Nimègue donne raison à Blondel

Une polémique survient en 1913, significative de cette époque. Dans La Revue pratique d'apologétique (t. 15, 1er décembre 1912, p. 347-361 et 15 décembre 1912, p. 419-435), Joseph de Tonquédec publie un article intitulé « L'idée d'immanence chez Maurice Blondel ». Pour l'auteur de l'article, Blondel nie l'idée que l'acte de foi est aussi une démarche de la raison, ce qui le met en contradiction avec Vatican I. Blondel fait parvenir une lettre à la revue, protestant contre la mésinterprétation de sa pensée, à laquelle le père de Tonquédec répond à son tour par une note. Il y cite la lettre de protestation de Blondel (le texte ci-dessous à gauche). Ensuite il compare les dénégations de Blondel à ce que lui-même a écrit dans L'Action en 1893. Tonquédec en extrait les mots (qu'il écrit en capitales) semblant montrer que Blondel écarte la dimension rationnelle de l'acte de foi : il dit que l'action est la chose qui « SEULE...ELLE... ELLE SEULE » est ce qui « révèle » l'Être (c'est-à-dire Dieu), en nous.
| « Lorsque je montre que l'idée nécessaire que nous avons de Dieu ne saurait légitimement se terminer à la vue théorique et à une spéculation toujours déficiente, on s'arrange pour me faire signifier qu'elle « provient de l'action seule », COMME SI LES MOTS « L'ACTION SEULE » AVAIENT UN SENS POUR MOI ! » . | « C'est donc dans la pratique même que la certitude de l'« unique nécessaire » a son fondement. En ce qui touche à la complexité totale de la vie, SEULE L'ACTION est nécessairement complète et totale, elle aussi. Elle porte sur le tout, et c'est pourquoi d'ELLE, ET D'ELLE SEULE, ressort l'indiscutable et preuve contraignante de l'Être ... Seul le développement total et concret de l'action le révèle donc en nous ... Les subtilités dialectiques ne portent pas, etc. » |  |

Dans Le Problème de l'acte de foi, Roger Aubert donne raison à Blondel, insistant sur le fait que celui-ci n'a pas voulu dire que l'action seule amenait à la foi, il n'a pas voulu dire que c'était elle « toute seule ». C'est elle, dit encore Aubert, qui « vient mettre le sceau final à toute une série de démarches dont les enquêtes intellectuelles ne sont nullement exclues ». La Revue pratique d'apologétique refusa le texte que Blondel lui envoya en réponse à cette note de sorte que le philosophe publia à la place une brochure en annexe à la revue Annales de philosophie chrétienne, qu'il avait acquise en 1905 et confiée à l'abbé Laberthonnière.

## La Pensée
Pour Blondel, il y a deux types de pensée, liées l'une à l'autre : la pensée noétique et la pensée pneumatique.

### La pensée noétique
« J’emploie », écrit Blondel, « le terme noétique pour désigner ce qui, dans le monde sous-jacent à la pensée consciente ou réfléchie, est irréductible à la notion commune de matérialité, au pur physique, si tant est qu’on puisse parler de cette pureté abstraite. Ce mot noétique provoquera peut-être surprise et résistance, en raison de l’idée que son étymologie même évoque, car il paraît désigner ce qui est de l’ordre supérieur à la simple conscience ou à la connaissance discursive ; dès lors, il semble étrange de l’employer pour ce qui paraît inférieur. Ce qui pourtant justifie cet emploi, en apparence prématuré, d’un mot dont on commence à abuser mais qu’il importe de garder en le précisant, c’est que l’objet réel que ce terme désigne a, en effet, un rôle permanent et très défini. Infus et agissant au plus bas, le noétique est ce qui soutient secrètement toute l’ascension, rend compte de la valeur réelle de la connaissance, prépare la pensée concrète et contemplative et permet à l’esprit de communier avec la nature et l’ordre transcendant dont il est le liant. Qu’on ne se méprenne pas sur cette présence du noétique : ce n’est pas seulement une action extérieure, desursum ; ce n’est pas non plus un produit d’une fermentation obscure et toute immanente, constatée isolément et une fois pour toutes comme un fait brut. C’est une incarnation ébauchée du νοῦς, du λόγος, d’où le nom de noétique donné à cet ingrédient réel. » On peut parler du noétique comme de la « pensée infuse et agissante dans le monde matériel », d'une « incarnation ébauchée du νοῦς », du « principe d'objectivité intelligible.» Le noétique n'est assimilable ni à la matière, ni à l'abstraction, il est un élément concret, le « principe ontologique de l'ordre universel.» Unité globale et solidaire du monde, il est au principe de la possibilité de comprendre les choses et le monde, il ne peut se définir indépendamment de ce à quoi il renvoie, soit le pneumatique.
La pensée noétique est analytique, elle cherche à dégager des éléments simples et des relations définies, elle n'est que dans l'homogène. Elle tend à l'abstrait, au général, la notion, la loi. Elle est rétrospective, elle a affaire au révolu au réifié avec une propension à la suffisance. La connaissance notionnelle, qui participe de la pensée noétique, « a pour œuvre propre la fabrication des concepts, tels que les utilisent la science positive et la philosophie de type classique : représentations abstraites et générales où le réel se trouve réduit à l'essentiel, ou du moins à ce qu'il réussit à la pensée de considérer comme tel.» Elle ne donne pas lieu à une connaissance directe totale.

### La pensée pneumatique
« Je désigne par pneumatique », écrit Blondel, « (en me servant d’un vieux mot qui a été usité dans les écoles où prévalait le sens de la vie intérieure et de sa mystérieuse respiration) ce qui, en un être singulier, en un point spécifié et réagissant de façon qualitative, aspire le milieu universel, puis l’assimile et l’expire ensuite : secret échange qui introduit perpétuellement dans le monde du nouveau, qui, dans le noétique en quelque sorte étalé et totalisé, constitue partout des intériorités, des singuliers, des formes caractérisées, des « indiscernables » du dehors, et des diversifications indéfiniment renouvelées du dedans.» Pour A. de Jaer et A.Chapelle, « De même que le noétique confère à l'univers son unicité et à chaque personne d'être réelle parce que dans l'univers, ainsi le pneumatique donne à chaque personne d'être elle-même en actuant la réalité unique de l'univers.»
La pensée pneumatique est synthétique, elle se meut dans le divers, le multiple et les voit comme concourant à l'harmonie. Elle est prospective, regarde vers l'avenir, ce qui est à naître, à faire, elle est liée à un appel, c'est la connaissance réelle. « La connaissance réelle est celle qui, grâce à une certaine connaturalité initiale mais bien plus encore grâce à une vivante initiation progressive, nous permet de communiquer, de communier du dedans avec les êtres ou les choses, et par suite d'en juger avec rectitude antérieurement ou par delà tout système élaboré de concepts. À des titres divers en relèvent : le bon sens, le tact, les clairvoyances propres de la pratique et de l'amour, des anticipations et les vues synthétiques du génie, la sagesse et la contemplation.»

### L'union: distinction/des deux pensées. L'image de la luciole

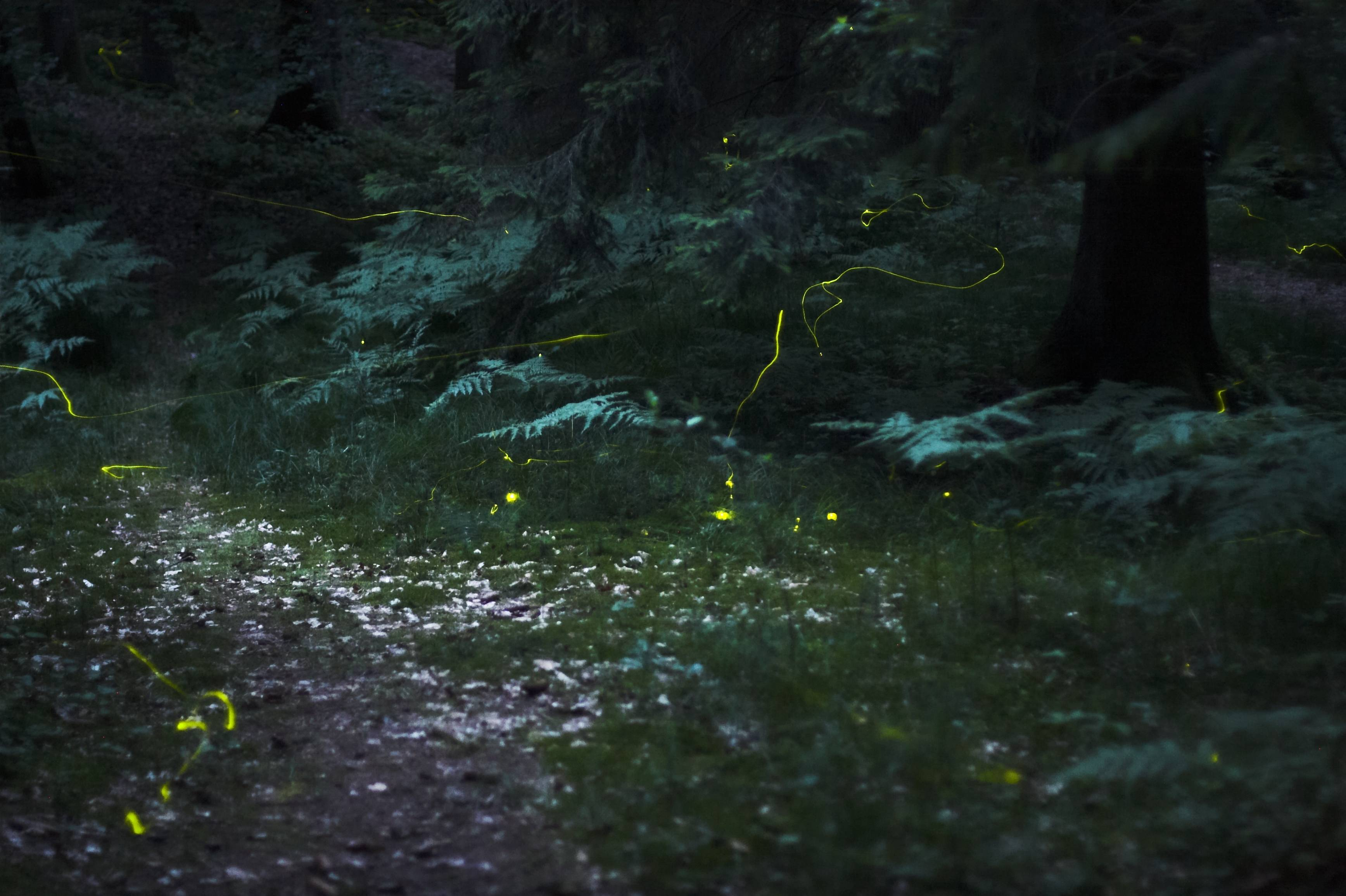
Vols de luciole (matérialisés par les traits jaunes) dans la campagne de Nuremberg

« Entre ces deux formes de connaissance, il n’y a pas pour nous à opter : elles sont nécessaires l’une et l’autre, l’une à l’autre. Grâce à leur union seule, l’intelligence peut être à la fois clairvoyante et possédante et, sans rien concéder au goût dangereux de l’irrationnel, rester fidèle à son étymologie, commune d’ailleurs avec celle du mot intuition : non seulement ce qui sert d’agent de liaison, inter legit [lie les choses entre elles], mais ce qui voit et lit au cœur, intus legit [lit à l'intérieur des choses]. Grâce à leur union seule, peuvent se concilier en nous l’universalité d’un horizon coextensif à tout l’être et le point de vue singulier d’une conscience personnelle : la communion et l’individuation. Si elles parvenaient à se joindre et à s’unir comme elles le souhaitent normalement, le problème du connaître serait susceptible pour nous de solutions définitives et adéquates. Mais, nous le verrons, elles ne se rejoignent pas. Et par le trou, par la fissure qui subsiste entre elles, se laisse entrevoir une réalité supérieure à la pensée consciente de l’homme comme à tout le domaine qu’elle explore.» Blondel s'est exprimé comme suit à propos de la nécessité des deux pensées, opposant le terme latin ratio pour désigner la connaissance notionelle et le terme latin intellectus pour désigner ce que Newman appelle aussi la connaissance réelle : « Comment concilier et hiérarchiser cette ratio et cet intellectus dont on nous dit que la première doit conduire au second en le contrôlant, et que cependant l’intelligence qui est virtuellement en nous demeure provisoirement prisonnière d’entraves qui empêchent son véritable exercice ? (...) Durant les lourdes nuits de juillet, dans la campagne embaumée de Grasse ou de Vence, la luciole de Provence poursuit silencieusement son étrange vol d’ombre et d’éclat intermittents. Tour à tour, elle s’allume et elle s’éteint. Tantôt elle éclaire d’un trait rapide son itinéraire capricieux en attirant le regard qui ne voit plus que ténèbres en dehors de son sillage de lumière. Tantôt elle disparaît, laissant revoir l’obscure clarté de la nuit pendant que nous nous demandons où surgira de nouveau la froide lueur qui va vers un but incertain. Ainsi nos pensées alternent et composent leur rythme vital ; et leur clarté partielle, avec ses étroites limites et ses intermittences, permet, par les éclipses mêmes, d’entrevoir l’immensité encore nocturne de la route à parcourir.» En fait, les deux pensées ne se rejoindront pas et du fait de la fissure qui subsiste entre elles, laissent supposer une réalité supérieure à la pensée consciente de l'homme.

### Du déchirement des deux pensées à l'unité de l'Esprit à l'œuvre en nous
Il y a un hiatus dans la pensée entre les deux manifestations de la pensée (noétique et pneumatique), par exemple dans la perception sensible selon que nous la considérions du point de vue des qualités éprouvées au fond de la conscience (pneumatique) ou des vibrations révélées par la physique (noétique). Ou dans la conscience du sujet, selon que nous nous placions du point de vue du moi profond (pneumatique) ou du jeu des réactions en superficie (noétique). Il faut donc poser que notre pensée profite d'une force qui échappe à sa connaissance explicite et à son empire, sans le concours de laquelle rien n'irait plus.

## L'Être et les êtres(Ontologie concrète et réalisme spirituel)
La question qui se pose dans cette deuxième partie de la trilogie (avant la « deuxième » Action) c'est le problème de la compatibilité des êtres contingents et de l'Être nécessaire. D'où une enquête que mène Blondel auprès de la matière, des organismes vivants et mourants, des personnes, des sociétés, de l'univers entier… Jean Lacroix écrit que tous ces êtres ne peuvent exister qu'en se suspendant « à l'être qui existe par soi ». Mais, « aussi ces êtres relatifs et contingents ont une certaine réalité et consistance. La preuve, c'est qu'il est bien possible de douter d'un objet, mais non de tous les objets : on  ne nie la partie qu'en affirmant l'ensemble ou, comme le dira la phénoménologie contemporaine le doute particulier opère toujours sur horizon du monde.» Blondel écrit en conséquence : « Nos premières enquêtes et nos critiques préliminaires nous ont amenés à cette double conclusion provisoire : rien de ce que l’usage courant nomme des êtres ne répond pleinement à ce que la réflexion découvre d’essentiel dans notre notion spontanée de l’être ; et cependant nous ne pouvons annihiler toutes ces réalités qui, sans être absolument consistantes, se soutiennent les unes les autres, au point que nous ne songeons jamais à les détruire toutes ensemble dans notre pensée.»

## L'intervention de Blondel dans la crise moderniste
C'est après avoir longuement correspondu avec Alfred Loisy que Blondel, pressé aussi par ses amis se résolut à intervenir dans la crise moderniste en publiant le long article Histoire et dogme. Les lacunes philosophiques de l'exégèse moderne, Paris, 1904. Cet article a été reproduit dans Les premiers écrits de Maurice Blondel, PUF, Paris, 1956, p. 149-228. La critique de Blondel vise tant ceux que l'on appellera plus tard les intégristes que les modernistes. Blondel appelle les premiers les extrincésistes et les seconds les historicistes. En opposant constamment dogme et histoire tout en cherchant une conciliation neuve.
Claude Troisfontaines distingue deux définitions du modernisme. La première est celle qui correspond aux erreurs condamnées par Pie X. Mais il y a selon lui une définition plus large : « un mouvement prônant en profondeur une adaptation  de l'Église au monde moderne, tant sur le plan doctrinal que pratique. Si l'on accepte cette seconde perspective, on doit reconnaître que Blondel est très proche du courant moderniste dont il partage les requêtes légitimes. On peut même noter que sa « Lettre sur les exigences la pensée contemporaine» a précédé en quelque sorte le mouvement, car c'est elle qui attire pour la première fois l'attention sur la question qui allait dominer les discussions de l'époque : comment concilier le caractère transcendant du christianisme avec la légitime autonomie de l'homme? »

### Critique de l'apologétique courante, l'«extrincésisme» ou la «théologite»
Pour Blondel, « Si les faits chrétiens (histoire) et les croyances chrétiennes (dogme) coïncidaient à la lumière d'une expérience ou d'une évidence complète; si, du moins, l'on n'avait qu'à croire ce que d'autres ont vu et constaté, il n'y aurait aucune place pour notre difficulté.» Geneviève Mosseray commente ce point comme suit : « Le tort d'une apologétique, courante à l'époque, était de déclarer que la Bible était garantie en bloc par l'autorité divine et que dès lors l'enseignement chrétien découlait de manière directe des textes sacrés. Blondel appelle « extrincécisme » cette première attitude qui fait refluer, sans intermédiaire, le dogme sur l'histoire. Elle n’examine « pas les faits pour eux-mêmes », mais vise seulement à en détacher « un signe, une étiquette » sans se soucier du lien entre tel ou tel événement historique et sa portée miraculeuse, ni du lien entre les faits et les idées ni même entre les données théologiques objectives « et notre pensée ou notre vie propres (p. 151).»
C'était l'attitude de certains théologiens rigides pour qui l'argument d'autorité dispensait de toute recherche scientifique (Dans une lettre à un ami, Blondel désigne plaisamment cette attitude du nom de « théologite »). Mais c'était aussi l'attitude de nombreuses personnes bien disposées, marquées par leur éducation chrétienne.»
Devant cette crise Blondel signale le raidissement de certains qu'on appellera plus tard intégrisme, un mot forgé dans le contexte antimoderniste selon G. Mosseray. Mais Blondel prend aussi la mesure de la crise de l'Église et met en cause aussi bien ceux qui sont troublés par « la cécité de ceux qui ferment les yeux sur les faits » (soit les partisans de la « théologite ») que ceux (les partisans de la « criticite »), qui sont ébranlés par «les affirmations troublantes de ceux qui cherchent trop la lumière en eux.» Cette seconde attitude est ce que Blondel appelle l'« historicisme ».

### Critique de l'«historicisme» ou de la «criticité»

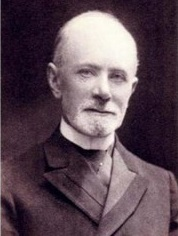
Loisy (1857-1940) sur lequel et à qui Blondel écrivit beaucoup

Cette attitude, « au lieu de faire refluer le dogme sur l'histoire (...) cherche à montrer comment l'histoire et l'histoire seule, peut rendre compte de tout le développement du christianisme.», les deux attitudes partageant le présupposé, selon Geneviève Mosseray, d'un passage direct de l'idée au fait ou l'inverse. Pourtant, si c'est Loisy qui est visé par Blondel, Blondel lui-même ne contestait pas l'autonomie de l'histoire dans son ordre ni d'ailleurs la volonté d'inscrire l'histoire de l'Église dans les lois humaines de la société, cette action divine (à supposer qu'elle existe), ne faisant pas « nombre avec les faits qui gardent leur intelligibilité propre.» Cependant, Blondel fut déçu par la volonté de Loisy de s'en tenir aux faits sans s'intéresser à d'autres problèmes comme celui de l'âme de Jésus. Il s'explique comme suit : « L'histoire réelle est faite de vies humaines ; et la vie humaine, c'est la métaphysique en acte. Prétendre constituer la science historique en dehors de toute préoccupation idéale, supposer même que la partie inférieure ou la cuisine de l'histoire peut être, au sens étroit du mot, une constatation positive, c'est, sous prétexte d'une neutralité impossible, se laisser dominer par des partis pris - des partis pris comme tout le monde en a forcément, dès lors qu'on n'a pas acquis une conscience réfléchie de ses propres attitudes d'esprit ni soumis à une critique méthodique les postulats sur lesquels on fonde ses recherches.»
Or le positivisme de l'époque empêchait de voir la pertinence de ce point de vue, selon Geneviève Mosseray, et interdisait aussi selon elle toute étude de la conscience que Jésus pouvait avoir de son action. On connaît l'affirmation centrale de Loisy : « Le Christ a annoncé le Royaume, mais c'est l'Église qui est venue » . Mais la question de savoir si le Christ a fondé l'Église ou s'il est seulement « l'initiateur occasionnel d'un mouvement humanitaire.», est une question que peut certes poser l'historien mais qu'il ne peut pas trancher définitivement. Si la vie humaine est de la métaphysique en acte, il ne peut, selon Jérôme Levie et Jérôme Moreau, « y avoir en histoire des constatations purement positives : derrière chaque action qu’il présente, l’historien introduit nécessairement des croyances, des interprétations, des idées métaphysiques.»

### La solution blondélienne: la tradition créatrice ou vivante
Certes, poursuit Geneviève Mosseray, le christianisme se présente comme un fait, mais il y a différents sens à ce terme : succession chronologique, succession logique et continuité organique. Pour passer de la succession chronologique  aux autres significations, « l'historien doit chaque fois faire intervenir une idée directrice qui lui permet d'organiser ses observations et de leur donner un sens.» Il faut trouver un intermédiaire entre le dogme et l'histoire et c'est la tradition qui n'est pas une attitude tournée vers le passé uniquement mais aussi vers l'avenir, qui n'est pas la simple transmission orale à côté des textes de l'écriture, mais « l'action même des croyants qui vivent du message évangélique.» « L'Église » poursuit Geneviève Mosseray, « par sa tradition vivante s'assure la permanence de l'esprit de son fondateur, dans le dynamisme de son propre mouvement spirituel à travers l'histoire.» Pour Blondel, cette tradition est « puissance conservatrice mais en même temps conquérante » qui a « sans cesse à nous apprendre du nouveau parce qu'elle fait passer quelque chose de l'implicite vécu à l'explicite connu » et  « sert à nous faire atteindre, sans passer exclusivement par les textes, le Christ réel qu'aucun portrait littéraire ne saurait épuiser ni suppléer .» Pour Jean-Louis Vieillard-Baron, cette tradition participe de la Communion des saints, « exemple même de l'union entre dogme et pratique.»
Voici donc selon G. Mosseray les trois thèmes que Blondel développe dans Histoire et dogme : « critique de l'extrincésisme qui cherche à confirmer directement le dogme par l'histoire; critique de l'historicisme qui tente de réduire le christianisme à son devenir observable ; nécessité de recourir à la tradition vécue pour comprendre le passage des faits aux idées.»

### Les difficultés de Blondel avec les théologiens
Le centre d'archives Maurice Blondel de l'Institut supérieur de philosophie de Louvain-la-neuve indique : « En 1896, sa Lettre sur l'apologétique lui attire l'hostilité des théologiens qui l'accusent de ne retenir du christianisme que ce qui paraît acceptable à la pensée contemporaine et l'auteur est pris dans les remous de la crise moderniste. Il n'est cependant atteint par aucune condamnation romaine ».
Heiner Wilmer estime, citant René Virgoulay, que « l'encyclique Pascendi visait aussi sans aucun doute Blondel et Laberthonnière, même s'ils n'étaient pas nommés ». En 1913, Lucien Laberthonnière avait déjà vu deux de ses livres condamnés et cette année-là, c'est la revue Annales de philosophie chrétienne qui fut mise à l'Index, condamnant Laberthonnière au silence. À partir de cette date la grande amitié qui l'unissait à Blondel s'altéra pour ne plus jamais se renouer. Cela peut s'expliquer par le fait que Blondel se mit à étudier le thomisme dont Laberthonnière pensait qu'il corrompait « l'originalité du christianisme ».
Bien qu'aucune condamnation n'ait jamais atteint Maurice Blondel, celui-ci, au témoignage d'Henri Bergson, continuait à se préoccuper, bien longtemps après la crise moderniste, des critiques de la théologie. Bergson parle le 26 avril 1932 au philosophe Jacques Chevalier des réactions qu'a suscitées son livre Les Deux Sources de la morale et de la religion dans les milieux catholiques et notamment celle de Maurice Blondel dont il dit : « Blondel est très aimable mais on sent chez lui comme une phobie d'être condamné ». Jacques Chevalier avait d'ailleurs écrit une bonne semaine auparavant au nonce apostolique Mgr Maglione pour le mettre en garde contre une condamnation de ce livre[Lequel ?].
Dans Le Problème de l'acte de foi dont la première édition paraît en 1945, Roger Aubert souligne ce qu'il appelle « les dangers du blondélisme » dans la mesure où en considérant la foi surnaturelle « comme une vie dont on doit expérimenter la vérité en la vivant », Blondel, même s'il avertit que cela ne signifie pas que cette vérité vienne de nous, a eu le tort de mettre en cause la « démonstration historique de la révélation », oubliant ainsi selon Aubert que « la foi est une connaissance propter auctoritatem Dei revelantis [fondée sur l'autorité de Dieu qui la révèle]. » Pierre Colin auteur de L'Audace et le soupçon paru en 1997, ouvrage qui traite de la crise moderniste sous l'angle philosophique rappelle à cet égard que les modernistes estimaient que la religion découlait du sentiment religieux jaillissant par immanence (et non par une révélation externe ou transcendante se déployant dans l'histoire) des « profondeurs de la conscience. » Or, poursuit Pierre Colin, quand paraît le 8 septembre 1907 l'encyclique Pascendi, Blondel est d'abord effondré et l'écrit le 17 septembre à un ami prêtre, l'abbé Wehrlé : « je succombe sous l'encyclique ». Il se raffermit cinq jours plus tard estimant que ce n'est pas la méthode d'immanence qui avait été mise en cause (ce qui veut dire que Blondel estime qu'il y a quelque chose en l'homme qui en appelle à une révélation comme la révélation chrétienne), mais l'idée que le surnaturel ou la révélation surgissent « de l'homme ou à travers l'homme, d'en bas exclusivement. »
Blondel resta cependant en butte à de telles critiques que l’archevêque d’Aix François Bonnefoy put estimer, dix ans après Pascendi, « de son devoir » de lui répéter l’assurance qu’il avait reçue de la bouche même de Pie X en 1912 « Je suis sûr de son orthodoxie » et d’ajouter « que vous faire dire que l’intelligence humaine trouve elle-même la vérité, tandis qu’elle la reçoit et se l’assimile, c’est déformer toute votre œuvre ». Heiner Wilmer pense néanmoins que durant « toute son activité de professeur à Aix-en-Provence planait sur sa tête, telle une épée de Damoclès, le soupçon de modernisme.» Il en voit pour preuves les nombreux pseudonymes que Blondel utilisa pour signer certaines publications et les énumère : L'Alpin, Maurice de Marie, Bernard Aimant, François Mallet, Bernard de Sailly, Testis, Yves Plounémour, Marcel Breton.
La non-réédition de l'Action, après l'épuisement de la première édition, a aussi alimenté les spéculations. Blondel y répondait en 1913 « si je n'ai pas remis en circulation un livre totalement épuisé depuis 1895, c'est que dès lors, j'avais d'importantes modifications à y introduire ». Mais s'il concède que son texte ancien peut être « incomplet », plus « équivoque » qu'il ne réussit à le voir et sûrement très imparfait, c'est pour attester son « intention initiale et permanente ». De fait le temps mis par Blondel à remanier l'Action pour arriver à la version de 1937 laissa longtemps ses lecteurs dans la nécessité, lorsqu'ils voulaient disposer de nouveaux exemplaires, de la recopier par des moyens artisanaux.

## Œuvres
- L'action : essai d'une critique de la vie et d'une science de la pratique, Paris, Félix Alcan, coll. «Bibliothèque de philosophie contemporaine», 1893, P.U.F, 1950
- Lettre sur les exigences de la pensée contemporaine en matière d'apologétique et sur la méthode philosophique dans l'étude du problème religieux, Annales de Philosophie Chrétienne, janv.-juillet 1896.
- Histoire et dogme, les lacunes philosophiques de l'exégèse moderne, Impr. Librairie de Montligeon, 1904. Dans cette série de trois articles publiés en janvier-février 1904 dans la revue La Quinzaine, Blondel répond à quelques problèmes soulevés par L'Evangile et l'Église d'Alfred Loisy, ouvrage paru l'année précédente. Il y renvoie dos à dos l'"extrinsécisme" (Utilisation de la Bible comme si les faits bibliques étaient extrinsèques à leur signification (attitude fréquente chez les théologiens catholiques de l'époque) et l'"historicisme" (majoration de l'importance de la science historique dans la foi chrétienne).
- L'itinéraire philosophique de Maurice Blondel (propos recueillis par F. Lefèvre), Spes, Paris, 1928
- Le problème de la philosophie catholique, Paris, Bloud & Gay, 1932
- La Pensée Tome 1 - La genèse de la pensée et les paliers de son ascension spontanée, Paris, Félix Alcan, coll. «Bibliothèque de philosophie contemporaine», 1934
- La Pensée Tome 2 - les responsabilités de la pensée et la possibilité de son achèvement, Paris, Félix Alcan, coll. «Bibliothèque de philosophie contemporaine», 1934
- L'Être et les êtres - Essai d'ontologie concrète et intégrale, Paris, Félix Alcan, coll. «Bibliothèque de philosophie contemporaine», 1935, P.U.F, 1963
- L'Action. vol. I: Le problème des causes secondes et le pur agir, Paris, Félix Alcan, coll. «Bibliothèque de philosophie contemporaine», 1936. Nouvelle édition  P.U.F., Paris, 1949
- L'Action. vol. II: L'Action humaine et les conditions de son aboutissement, Paris, Félix Alcan, coll. «Bibliothèque de philosophie contemporaine», 1937. Nouvelle édition Paris : P.U.F., 1963. Ce volume est une version revue et corrigée de l'Action de 1893
- Lutte pour la civilisation et philosophie de la paix, Paris, Flammarion, Bibliothèque de philosophie scientifique, 1939. Nouvelle édition 1947
- La philosophie et l'esprit chrétien, T. 1: Autonomie essentielle et connexion indéclinable, Paris, P.U.F., coll. «Bibliothèque de philosophie contemporaine», 1944. Nouvelle édition, 1950
- La philosophie et l'esprit chrétien, T.2: Conditions de la symbiose seule normale et salutaire, Paris, P.U.F., coll. «Bibliothèque de philosophie contemporaine», 1946
- Exigences philosophiques du christianisme, Paris, P.U.F., coll. «Bibliothèque de philosophie contemporaine», 1950
- Lettres philosophiques, Paris, Aubier, 1961
- Carnets intimes, Tome 1 (1893-1894), Cerf Paris, 1961 et Tome 2 (1894-1949), même édition, Paris, 1966.
- Notes d'Esthétique (1878-1900), établies, présentées et annotées par Sante Babolin, Rome, P.U.G., 1973, 349 p.
- "La crise de l'Action française (1926-1929) à travers la correspondance Blondel-Archambault" (introduction de Yves Palau), Mil neuf cent. Revue d'histoire intellectuelle, no 13, 1995.

Les Œuvres complètes de Maurice Blondel sont publiées aux P.U.F.
- Œuvres complètes : Maurice Blondel : Tome 1, 1893 : Les deux thèses, Presses universitaires de France - PUF, 1998 (ISBN 978-2-13-046370-2)
- Œuvres complètes : Maurice Blondel : Tome 2, 1888-1913, la philosophie de l'action et la crise moderniste, Presses universitaires de France - PUF, 1998, 812 p. (ISBN 978-2-13-048156-0)

## Distinctions
- Officier de la Légion d'honneur par décret du 22 janvier 1948[83]
  -  Chevalier de la Légion d'honneur par décret du 7 septembre 1927
- Officier de l'Instruction publique
- Prix Jules-Davaine de l’Académie française en 1933
- Prix Jean-Reynaud de l'Académie des sciences morales et politiques (1943)[84]
- Membre associé de l'Académie des Lyncéens (1947)[85]